# Гонконзька фондова біржа
Гонконзька фондова біржа (кит.: 香港交易所) — фондова біржа в Гонконзі. Має капіталізацію HK$ 12 трлн (US$ 1,54 трлн) станом на листопад 2006 року. За цим показником біржа займає 7 місце за показником капіталізації компаній, що обертаються на біржі.

## Історія
В 1947 дві біржі, одна з яких була створена в 1891, а інша — в 1921, об'єдналися в Гонконзьку фондову біржу. Пізніше до неї влилися Фондова біржа Далекого Сходу (заснована в 1969), Фондова біржа Кам-Нгам (заснована в 1971) і Фондова біржа Коулун (заснована в 1972).
З квітня 1986 дана об'єднана біржа стала називатися Фондовою біржою Гонконгу.